# Luck by Chance
Pour plus de détails, voir Fiche technique et Distribution.
Luck by Chance,  est un drame du cinéma indien, en hindi, produit par Zoya Akhtar. Le film met en vedette Dimple Kapadia, Farhan Akhtar, Konkona Sen Sharma, Juhi Chawla. Le film raconte le parcours d'un acteur qui arrive à Bombay pour devenir une star de cinéma. L'histoire raconte son parcours et sa lutte pour maintenir ses relations. Le film, qui est sorti le 30 janvier 2009, n'a pas eu de bons résultats au box-office.

## Fiche technique
Sauf indication contraire, les informations mentionnées dans cette section peuvent être confirmées par la base de données cinématographiques IMDb,  présente dans la section « Liens externes ».
- Titre : Luck by Chance
- Réalisation : Zoya Akhtar
- Scénario : Zoya Akhtar
- Production : Excel Entertainment (en) - Big Pictures
- Langue : Hindi
- Genre : Drame
- Durée : 156 minutes (2 h 36)
- Dates de sorties en salles :
  -  Inde : 30 janvier 2009